# Salomon Molkho
Pour les articles homonymes, voir Diogo Pires.
Salomon Molkho (Shlomo Mol'kho), né Diogo Pires, (1500– 13 décembre 1532) était un marrane qui, après s'être reconverti au judaïsme, se proclama Messie et périt par le feu pour apostasie à Mantoue.

## Histoire
Diogo Pires naquit chrétien au Portugal vers 1500. Il fut secrétaire de l'une des plus grandes cours de justice du pays. Présentant d'indéniables dispositions intellectuelles, il marquait aussi un fort penchant pour le mysticisme, l'oniromancie et les visions.
Un jour, l'aventurier juif David Reubeni se rendit au Portugal, se présentant comme issu du royaume imaginaire de Chabor qu'il situait en Arabie et que certains ont assimilé à Khaybar (Arabie). Cette oasis fut habitée par une majorité de Juifs durant les temps préislamiques, mais en furent chassés par les musulmans au VIIe siècle. David Reubeni prétendait que les exilarques de la tribu de Ruben, dont il descendait lui-même, y avaient un royaume. Pires voulut se joindre à Reubeni mais il fut rejeté sans formalités.
Pires se convertit alors, se circoncit et prit le nom de Salomon Molkho (Molkho étant peut être l'ancien nom de sa famille, lié au mot hébreu melekh qui signifie "roi"). Gagnant ainsi les faveurs de Reubeni, il émigra en Turquie, où il étudia la Kabbale auprès de Joseph Taytazak. Il rencontra également Joseph Caro.
Il se rendit à Safed, berceau de la mystique juive, et entama alors une tournée de prédication à travers tout ce qui avait constitué le territoire d'Israël, annonçant l'avènement du Royaume messianique pour 1540. En 1529, il publia un recueil de sermons sous le titre de Drashot, ou Sefer ha-Mefo'ar.
Ayant acquis une grande renommée, il se rendit d'abord à Ancône en 1529 puis dans d'autres villes en Italie, où il rencontra l'opposition des grandes figures du judaïsme italien, qui craignaient qu'il ne mène ses coreligionnaires à l'apostasie. Il parvint à parler au Pape Clément VII, ayant prédit une inondation qui s'abattit sur Rome peu de temps après. Finalement, après ses expériences mystiques, Salomon Molkho se proclama Messie, ou tout au moins son précurseur.
Accompagné de David Reubeni, qu'il avait croisé en Italie, il fit route en 1532 à Ratisbonne en Bavière, où se tenait une diète menée par L'Empereur Charles V. Molkho portait un étendard frappé de l'inscription מכבי (Maccabi, acronyme de "Mi kamokha baelim YHVH?", "Qui, parmi les puissants, est comme Toi, Dieu ?"). L'empereur emprisonna Molkho et Reubeni, et les ramena en Italie, où ils furent jugés à Mantoue par un tribunal ecclésiastique qui les condamna à la mort par le feu le 13 décembre 1532 (5 Tevet 5293 dans le calendrier hébraïque).
Sur le bûcher, l'empereur lui offrit le pardon si Salomon Molkho retournait au catholicisme. Celui-ci refusa, demandant à mourir en martyr.
En l'année 5766, sa Hiloula (commémoration) commençait la nuit du 4 au 5 janvier 2006.